# Главичице
Главичице су насељено мјесто у граду Бијељина, Република Српска, БиХ. Према попису становништва из 1991. у насељу је живјело 1.366 становника.

## Култура
У насељу се налази храм Српске православне цркве посвећен Рођењу Пресвете Богородице. Црква је освештана 22. 6. 2003.

## Образовање
У насељу се налази деветогодишња Основна школа „Ћирило и Методије“ Главичице. Школу су између осталих похађали и фудбалери Драган Мићић, Саво Милошевић и Лука Јовић.

## Занимљивости
У насељу се налази породична кућа фудбалера Драгана Мићића. Играо је у Црвеној звезди. Наступао је за Главичице, Јоховац-Рухотину, Јању, Лозницу, Копар, Будућност из Банатског Двора. Има доста угоститељских објеката: Мотел „Ристић“, Куглана „Санта Марија“, Ресторан „Бадем среће“, Кафе бар „Ристић“, MDM Company (кафић и бензинска пумпа), Кафић „Estetico“.

## Становништво
| Националност       | 2013  | 1991. | 1981. | 1971. | 1961. |
| Срби               | 2190  | 1.256 | 1.324 | 1.536 | 1.472 |
| Југословени        | 22    | 18    | 83    |       |       |
| Хрвати             | 4     | 3     | 1     | 2     | 3     |
| Муслимани          | 1     |       | 1     | 7     |       |
| Словенци           |       |       | 1     |       |       |
| остали и непознато | 97    | 89    | 7     | 17    | 12    |
| Укупно             | 2.314 | 1.366 | 1.417 | 1.562 | 1.487 |

| Демографија | Демографија | Демографија |
| Година      | Становника  | Становника  |
| ----------- | ----------- | ----------- |
| 1948.       | 1.293       |             |
| 1953.       | 1.403       |             |
| 1961.       | 1.487       |             |
| 1971.       | 1.562       |             |
| 1981.       | 1.417       |             |
| 1991.       | 1.366       |             |

## Галерија
- Основна школа „Ћирило и Методије”
- Народна ношња